# Copestylum lunuliferum
Copestylum lunuliferum är en tvåvingeart som först beskrevs av Hull 1937.  Copestylum lunuliferum ingår i släktet Copestylum och familjen blomflugor.
Artens utbredningsområde är Peru. Inga underarter finns listade i Catalogue of Life.